# Dickson Dee
Dickson Dee (Li Chin Sung, DJ Dee; * 12. Januar 1969) ist ein chinesischer Klangkünstler, DJ, Turntablist, Komponist und Musikproduzent.
Dickson Dee kam als Kind nach Hongkong, wo er als Produzent, Komponist und Musik-Blogger wirkte.  Mit Henry Kwok gründete er 1989 die Sound Factory, die sich dem In- und Export von Produktionen internationaler experimenteller und Independent-Labels widmete.  1997 gründete er das Label Noise Asia (mit Noise Asia Records, Noise Asia Publishing, Sound Factory Production, Dicksonia Audio und Altmusic Association). Unter anderem produzierte er Alben  von Otomo Yoshihide, Zbigniew Karkowski, den Ruins, Haino Keiji und Tatsuya Yoshida. Als Konzertveranstalter brachte er Musiker wie John Zorn und seine Band Masada, Ikue Mori, Mike Pattan, das Otomo Yoshihide New Jazz Ensemble, Jon Rose, Gudrun Gut, Acid Mothers Temple, Chino Shuichi, Bertrand Denzler, Jean-Luc Guionnet, Taku Unami, Mattin, die Gruppe The Orb, Uri Caine und Yoshihiro Hanno nach China.
Als experimenteller Musiker elektronischer Musik trat er in zahlreichen Liveshows in China, Japan, Deutschland, Österreich und Polen auf und arbeitete mit Musikern zusammen wie Thomas Fehlmann, Zbigniew Karkowski, Otomo Yoshihide, Sainkho Namtchylak, Maja Ratkje, Sachiko M, Werner Dafeldecker, Patrick Pulsinger, Zhang Chu, Wang Fan, Tujiko Noriko, Electronicat, Tetsuo Furadate, Yoshida Tatsuya, Keiji Haino, Adichi Tomomi, Sainkho Namtchylak und Lawrence English. Seine Diskographie umfasst etwa dreißig Alben.